# Juin 1921

## Événements
- L’Italie évacue la région d’Adalia.
- Juin - août : le IVe Congrès islamo-chrétien décide d’envoyer à Londres une délégation conduite par Musa Kazim al-Husseini. Elle est reçue par Churchill le 15 août et lui expose ses craintes de voir se constituer un État Juif en Palestine. Le Premier ministre britannique conseille une rencontre avec Weizmann, qui refuse de reconnaître que le projet sioniste n’est pas la formation d’un État. Les délégués n’obtiennent que l’assurance que l’immigration juive en Palestine n’excédera pas les capacités de développement économique du pays.
- Premier vol du Potez IX.

- 6 juin : création à Paris, par les Ballets suédois, de L'homme et son désir (1918) de Darius Milhaud (1892-1974).

- 7 juin : création au Kenya de la Young Kikuyu Association, future East African Association par Harry Thuku.

- 9 juin : élection générale saskatchewanaise. Les libéraux de William Melville Martin remportent une cinquième majorité consécutive.

- 10 juin : déclaration de Paris : les représentants des trois États de Transcaucasie et du Caucase du Nord proclament leur indépendance (Azerbaïdjan, Arménie, Géorgie). Ils établissent entre eux une union douanière et une alliance militaire. Cette déclaration reste sans effets auprès des puissances étrangères.
  - L’évacuation des Britanniques et des Allemands permet aux Soviétiques de s’emparer, en 1920-1921, de l’Azerbaïdjan, de l’Arménie, de la Géorgie et du Turkestan. Les troupes soviétiques envahissent la Géorgie qui est incorporée à l’URSS, pour former, avec l’Arménie et l’Azerbaïdjan, la république fédérative socialiste soviétique (RFSS) de Transcaucasie. Le pays des Tadjik est rattaché à la République socialiste soviétique autonome du Turkestan (RSSA).

- 18 juin : 
  - élection générale albertaine. Herbert Greenfield du United Farmers of Alberta devient premier ministre;
  - Grand Prix de l'Aéro-Club de France : un équipage français (d'Or, Drouhin et Lucien Bossoutrot) remportent l'épreuve sur un Farman F.60 Goliath.

- 19 juin : première traversée Le Havre-New York du paquebot Paris avec plus de 3000 passagers.

- 23 juin : la RAF inaugure son service postal quotidien entre Bagdad et Le Caire.

- 28 juin : en Yougoslavie une coalition serbe vote et proclame une Constitution prévoyant un gouvernement fortement centralisé en l’absence des représentants croates, défenseurs des principes constitutionnels fédéralistes.

## Naissances
- 4 juin : Don Diamond, acteur américain († 19 juin 2011).
- 5 juin : James Francis Edwards, pilote de chasse canadien († 14 mai 2022).
- 7 juin : 
  - Tal Farlow, guitariste de jazz américain († 25 juillet 1998).
  - Bernard Lown, médecin lituanien († 16 février 2021).
- 8 juin : Alexis Smith, actrice canadienne († 9 juin 1993).
- 10 juin : Philip Mountbatten, membre de la famille royale britannique, prince consort de 1952 à 2021 et époux d'Élisabeth II († 9 avril 2021).
- 12 juin : Jacqueline Piatier, journaliste et critique littéraire française († 20 janvier 2001).
- 15 juin : Erroll Garner, pianiste de jazz américain († 2 janvier 1977).
- 19 juin : Simone Sauteur, enseignante, poète et résistante française († 26 mai 2012).
- 26 juin : Philippe Oyhamburu, danseur, chorégraphe, musicien français († 19 décembre 2023).

## Décès
- 7 juin : Enrico Lionne, peintre et illustrateur italien (° 15 juillet 1865).
- 12 juin : Ernesto Pastor, matador portoricain (° 4 avril 1892).